# Coryphaeschna viriditas
Coryphaeschna viriditas är en trollsländeart som beskrevs av Philip Powell Calvert 1952. Coryphaeschna viriditas ingår i släktet Coryphaeschna och familjen mosaiktrollsländor. Inga underarter finns listade i Catalogue of Life.